# 로켓포

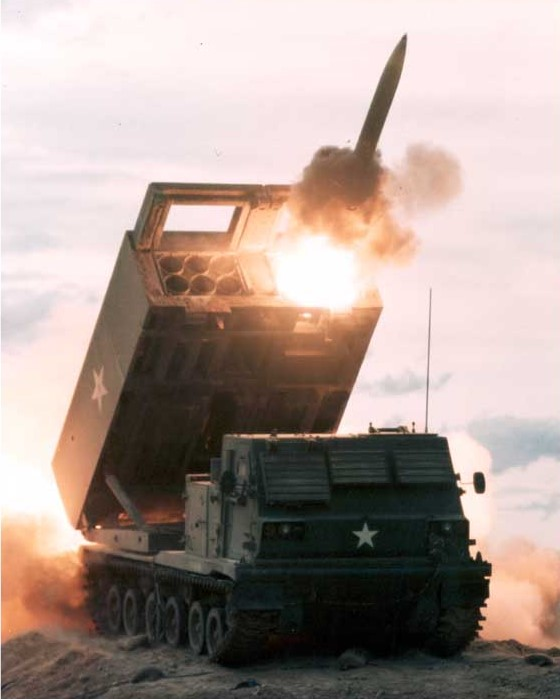

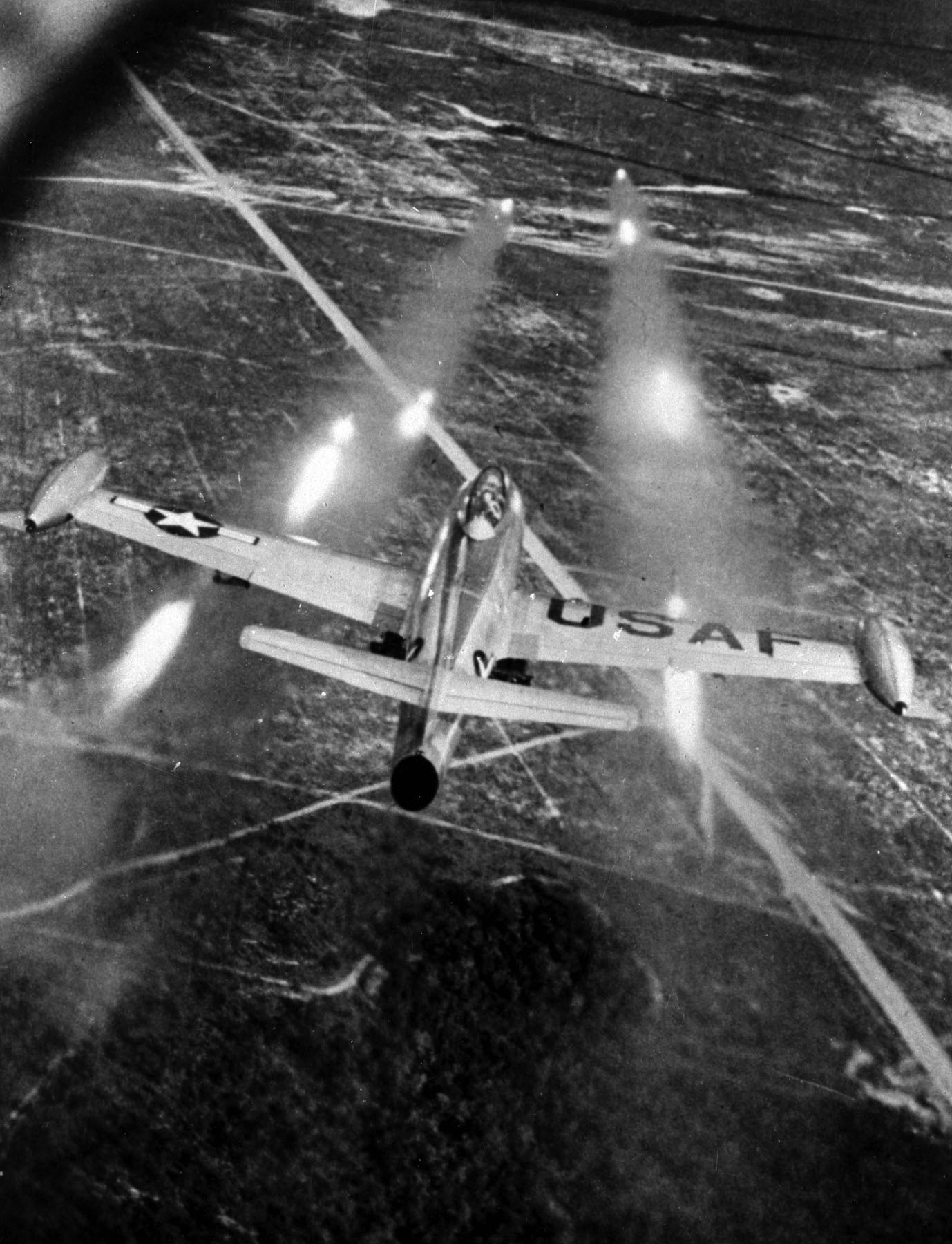
F-84E launchs rockets

로켓포(로켓砲, rocket artillery)는 로켓탄이 발사되는 포(砲)이다.
로켓포의 범주에는 다연장 로켓포도 포함한다.
영화에서는 번역이 됐을 때 RPG-7을 미군들이 로켓포라고 하는 경우가 있다.

## 역사

### 제2차 세계대전 이전
최초의 로켓은 중세 중국에서 화약으로 추진하여 쏜 불화살로 추측된다. 이 아이디어는 한국의 고려시대 최무선이 응용하여 주화(走火)를 제작하게 되었고 한국의 조선시대 초 신기전이 개발되는 데 한몫한다. 이 중세의 로켓포는 몽골족에게 포획되어 오스만투르크 제국으로 흘러들어가 유럽 침공에 사용된다. 17세기, 유럽인들도 로켓포의 사용법을 알았음에도 불구하고 18세기 후반까지 사용하지 않다가, 마이소어의 티푸 술탄이 이끄는 인도군이 영국군에 대항하기 위하여 철로 된 로켓포를 개발하였고, 영국군은 그것을 더욱 발전시켜 콘그리브 로켓을 만들어낸다. 그 이후로 19세기 동안 영국군은 여러 종류의 로켓포를 사용한다.

### 제2차 세계대전
현대 로켓포는 제2차 세계대전의 독일의 네벨베르퍼와 소비에트 연방의 카추사 로켓포에서 시작되었다. 분해하면 오르간을 닮았다하여 '스탈린의 오르간'이라 불리던 카추사로켓포는 트럭이나 경전차에 장착하여 견인식이던 독일의 네벨베르퍼보다 기동성이 뛰어났다. 독일은 판저베르퍼와 부르프라멘 40를 개발했다. 이 두 로켓포는 반궤도 기갑 전투 차량에 설치되어 사용되었다. 그리고 ' 6호 전차 티거 1의 차체에 380 mm 로켓박격포를 장착한 로켓티거를 만드는 계획도 있었다.
전쟁 말기에 영국군과 캐나다군은 랜드 매트리스라는 이름의 견인식 로켓발사기를 사용하였고, 미국군은 프랑스와 이탈리아에서 소수의 T34 칼리오페 로켓 전차를 사용하였다. 1945년 초에 영국군은 셔먼에 2 문의 60 파운드 RP3 로켓을 장착하여 사용하였다.

### 제 2차 세계대전 이후
이스라엘은 셔먼에 여러 가지 로켓포를 부착하였다. 독창적으로 개발한 AGM-45 슈리케 ARM을 발사하는 킬숀(삼지창이라는 뜻)이 있다.
소비에트 연방은 냉전 중 카추사 로켓포를 개량하여 여러 지역에 수출하였다.
미국의 M270 MLRS 등의 로켓포는 자주포처럼 높은 기동성을 지니고있다.

## 로켓포 vs 일반포
- 포탄이 발사될 때 일반 재래식 포는 크게 반동하나 로켓포는 반동하지 않는다. 그래서 일반 포는 반동을 견딜 버팀대가 있고 , 장전 시간이 필요하다. 로켓포는 이동하며 포격할 수 있었기에 피격률도 낮다.
- 로켓포는 명중률이 낮고 포격 속도를 일정히 유지할 수는 없었지만, 한번에 엄청난 수의 폭약을 쏟아부어 목표가 대비할 시간을 주지 않으면서 괴멸시킬 수 있다는 장점이 있었다. 현대의 컴퓨터 조종식의 재래식 포도 MRSI 시스템을 통하여 이와 같은 기능을 할 수 있게 되었다.
- 로켓포는 일반적으로 크게 포염을 내뿜으며, 포연이 진하게 남아 포의 위치를 쉽게 알 수 있으나 포격 시간을 짧게 하면, 이런 위험은 줄어든다.
- 일반포는 명중률을 높이기 위하여 관측병을 이용하지만 로켓포는 관측병이 필요하지 않다.
- 일반 포탄은 일반적으로 로켓보다 값이 싸고 크기가 작다. 그러므로 더욱 많은 양의 화력을 보유하거나 더 적은 비용으로 부대를 구성할 수 있다.
- 일반포는 포탄이 로켓보다 작기는 해도, 로켓포의 사정거리에 범접하려면 포 자체가 매우 커야 한다. 그에 비하여 로켓발사기는 크기가 작기 때문에 차량이나 기체에 장착할 수 있다. 파리 포나 슈베러 구스타프 등의 초장거리 포는 장거리 미사일로 인하여 더 이상 쓸모없게 되었다.
- 높은 명중률을 지닌 재래식 포는 아군과 가까이 있는 적군을 공격할 수 있기 때문에, 방어할 때에는 로켓포보다 재래식 포가 더욱 유용하다.